# Stal Stalowa Wola (piłka nożna)
Stal Stalowa Wola (Stal Stalowa Wola – Piłkarska Spółka Akcyjna) – polski klub piłkarski z siedzibą w Stalowej Woli, od sezonu 2025/2026 rywalizujący w II lidze.
Zespół powstał w 1938 jako Klub Sportowy Stalowa Wola. Kontynuator tradycji ZKS Stal Stalowa Wola, od 2010 działający jako spółka akcyjna, w której posiadaczem pakietu większościowego spółki jest miasto Stalowa Wola. Jej największymi sukcesami 12. miejsce w I lidze (ob. Ekstraklasie) w sezonie 1993/1994 oraz udział w 1/4 finału Pucharu Polski w sezonie 1991/1992. Zajmuje 53. miejsce w tabeli wszech czasów Ekstraklasy i 5. w tabeli wszech czasów I ligi. Prowadzi również drużynę rezerw, która od sezonu 2021/2022 występuje w klasie okręgowej, grupie stalowowolskiej.

## Historia

### XX wiek
W 1938 roku dyrektor Zakładu Hutniczego Feliks Olszak utworzył amatorski Klub Sportowy Stalowa Wola; klub posiadał wówczas boisko bez bieżni i trybun. W tym okresie treningi odbywały się po skończonej pracy, a mecze były rozgrywane w niedzielę. Pierwszy mecz odbył się 4 maja 1939 roku, w dzień Świętego Floriana, patrona hutników. Po II wojnie światowej klub wznowił działalność. W sezonie 1953 Stal wygrała rozgrywki w klasie A (czwarty poziom ligowy). W sezonie 1962/1963 po raz pierwszy wystąpiła w rozgrywkach centralnego szczebla Pucharu Polski. W swoim debiutanckim sezonie: w pierwszej rundzie wyeliminowała Victorię Częstochowa, w drugiej Unię Racibórz, a w 1/16 finału odpadła z Legią Warszawa.
Po raz pierwszy piłkarze z „hutniczego miasta” awansowali do II ligi w 1973, pod wodzą trenera Jerzego Kopy. W II lidze piłkarze Stali grali aż do 1987 roku, kiedy w barażach z Górnikiem Knurów wywalczyli awans do I ligi, z której spadli w pierwszym sezonie. Stal Stalowa Wola występowała później w najwyższej klasie rozgrywek w sezonach: 1991/1992, 1993/1994 oraz 1994/1995. Do największych sukcesów stalowowolskiej drużyny tamtego okresu można zaliczyć 12. miejsce w I lidze w sezonie 1993/1994 oraz udział w 1/4 finału Pucharu Polski w sezonie 1991/1992.

### 2009–2019
W sezonie 2009/2010 Stal doszła do etapu 1/8 finału Pucharu Polski, po drodze sensacyjnie eliminując Lech Poznań z Robertem Lewandowskim w składzie po serii rzutów karnych. Pomimo dobrej gry w pucharze, Stal nie była w stanie utrzymać tak wysokiej formy w lidze; sezon skończyła na przedostatnim miejscu, i razem z Wisłą Płock, Zniczem Pruszków i Motorem Lublin spadła do II ligi. Swój pierwszy sezon na tym szczeblu (w grupie wschodniej) zakończyła na 7. miejscu.

### Od 2020 roku
W sezonie 2019/2020 Stal Stalowa Wola dotarła do 1/8 finału Pucharu Polski, po drodze eliminując Chemik Police oraz GKS Katowice, w której przegrała 0:2 w rozgrywanym w Boguchwale meczu przeciwko Lechowi Poznań. 29 lutego 2020 roku Stal zagrała swoje pierwsze spotkanie na stadionie Podkarpackiego Centrum Piłki Nożnej, który był w budowie w latach 2017–2020.
25 lipca 2020 roku piłkarze „Stalówki” spadli na czwarty poziom rozgrywkowy, co było jej pierwszym spadkiem na ten poziom od lat 60. XX wieku. 5 maja 2021 roku Stal zdobyła Puchar Polski grupy Podkarpacki Związek Piłki Nożnej-Stalowa Wola, wygrywając w finale z Siarką Tarnobrzeg 6:5 po serii rzutów karnych – uzyskała dzięki temu awans do Pucharu Polski szczebla podkarpackiego, w którym pokonała Karpaty Krosno 2:0 i przegrała w finale z Wisłoką Dębica 0:1 po dogrywce. Swój pierwszy sezon, po spadku z II ligi, „Stalówka” zakończyła na 4. miejscu w tabeli
3 maja 2022 roku drużyna prowadzona przez Łukasza Surmę obroniła puchar na szczeblu stalowowolskim, tym razem pokonując w finale LZS Zdziary 4:1. Sezon 2021/2022 Stal zakończyła na 7. miejscu w III lidze. 21 czerwca 2022 roku Stal wygrała w finale Pucharu Polski na szczeblu podkarpackim 3:0 z Karpatami Krosno, zapewniając sobie grę w I rundzie edycji 2022/2023 na szczeblu centralnym.
W I rundzie wylosowała Puszczę Niepołomice, której 30 sierpnia 2022 roku uległa 1:2 po dogrywce. 21 marca 2023 roku Łukasza Surmę na stanowisku trenera zastąpił Ireneusz Pietrzykowski. 1 maja 2023 roku drużyna zwyciężyła na szczeblu podokręgowego, stalowowolskiego Pucharu Polski, w finale pokonując 2:0 Sokół Kamień.
W sezonie 2022/2023 Stal zdobyła wojewódzki Puchar Polski, a także awansowała do II ligi – awans zapewniając sobie w przedostatniej kolejce, poprzez wygraną 7:0 nad Wisłą Sandomierz i osiągnięcie sześciopunktowej przewagi nad Avią Świdnik. 
Sezon 2023/2024 czarno-zieloni rozpoczęli od czterech meczów wyjazdowych, w których zdobyli ledwie dwa punkty. Po rundzie jesiennej zajmowali dziesiąte miejsce, sezon zakończyli jednak na miejscu czwartym (barażowym). W półfinale baraży Stal zwyciężyła 2:1 Chojniczankę Chojnice, a w decydującym o awansie do I ligi meczu finałowym wygrała 2:1 z KKS 1925 Kalisz.

## Historyczne nazwy klubu
Stan na 15 lutego 2025.
| Lp. | Okres obowiązywania | Okres obowiązywania | Nazwa                                                                   |
| --- | ------------------- | ------------------- | ----------------------------------------------------------------------- |
| 1.  | 1938                | 1944                | Klub Sportowy Stalowa Wola (KS Stalowa Wola)                            |
| 2.  | 1944                | 1947                | Związkowy Klub Sportowy Stalowa Wola (ZKS Stalowa Wola)                 |
| 3.  | 1947                | 1949                | Związkowy Klub Sportowy Metal Stalowa Wola (ZKS Metal Stalowa Wola)     |
| 4.  | 1949                | 1952                | Związkowy Klub Sportowy Stal Stalowa Wola (ZKS Stal Stalowa Wola)       |
| 5.  | 1952                | 1957                | Koło Sportowe Stalowa Wola (KS Stalowa Wola)                            |
| 6.  | 1957                | 1958                | Międzyzakładowy Klub Sportowy Stal Stalowa Wola (MKS Stal Stalowa Wola) |
| 7.  | 1958                | 2010                | Zakładowy Klub Sportowy Stal Stalowa Wola (ZKS Stal Stalowa Wola)       |
| 8.  | 2010                |                     | Stal Stalowa Wola – Piłkarska Spółka Akcyjna (Stal Stalowa Wola PSA)    |

## Forma prawna i kwestie właścicielskie
Do 2010 roku klub działał jako sekcja Zakładowego Klubu Sportowego Stal Stalowa Wola, aż 25 czerwca 2010 powstała spółka akcyjna działająca pod firmą „Stal Stalowa Wola – Piłkarska Spółka Akcyjna”. Stała się prawnym następcą i kontynuatorem tradycji ZKS Stal. Większościowym udziałowcem została wówczas spółka pod firmą Wodex. W 2018 roku posiadaczem pakiet większościowy spółki przejęło miasto Stalowa Wola.

## Sukcesy
| \| \| Zdobyte trofea w rozgrywkach Polski (Stan na 15.02.2025[36]) \| |                                                          |      |                      |
| Rozgrywki                                                             | Osiągnięcie                                              | Razy | Sezon(y)             |
| Drugi poziom ligi polskiej                                            | I miejsce                                                | 1    | 1990/1991            |
| Drugi poziom ligi polskiej                                            | II miejsce                                               | 2    | 1986/1987, 1992/1993 |
| Drugi poziom ligi polskiej                                            | III miejsce                                              | 2    | 1989/1990, 1996/1997 |
| Puchar szczebla podkarpackiego                                        | Zdobywca                                                 | 1    | 2021/2022, 2022/2023 |
| Puchar szczebla podkarpackiego                                        | Finalista                                                | 1    | 2020/2021            |
| Polska                                                                | Zdobyte trofea w rozgrywkach Polski (Stan na 15.02.2025) |      |                      |

## Stadion
Stal rozgrywa swoje mecze na stadionie Podkarpackiego Centrum Piłki Nożnej w Stalowej Woli przy ulicy Hutniczej 10a.

## Stal w poszczególnych sezonach

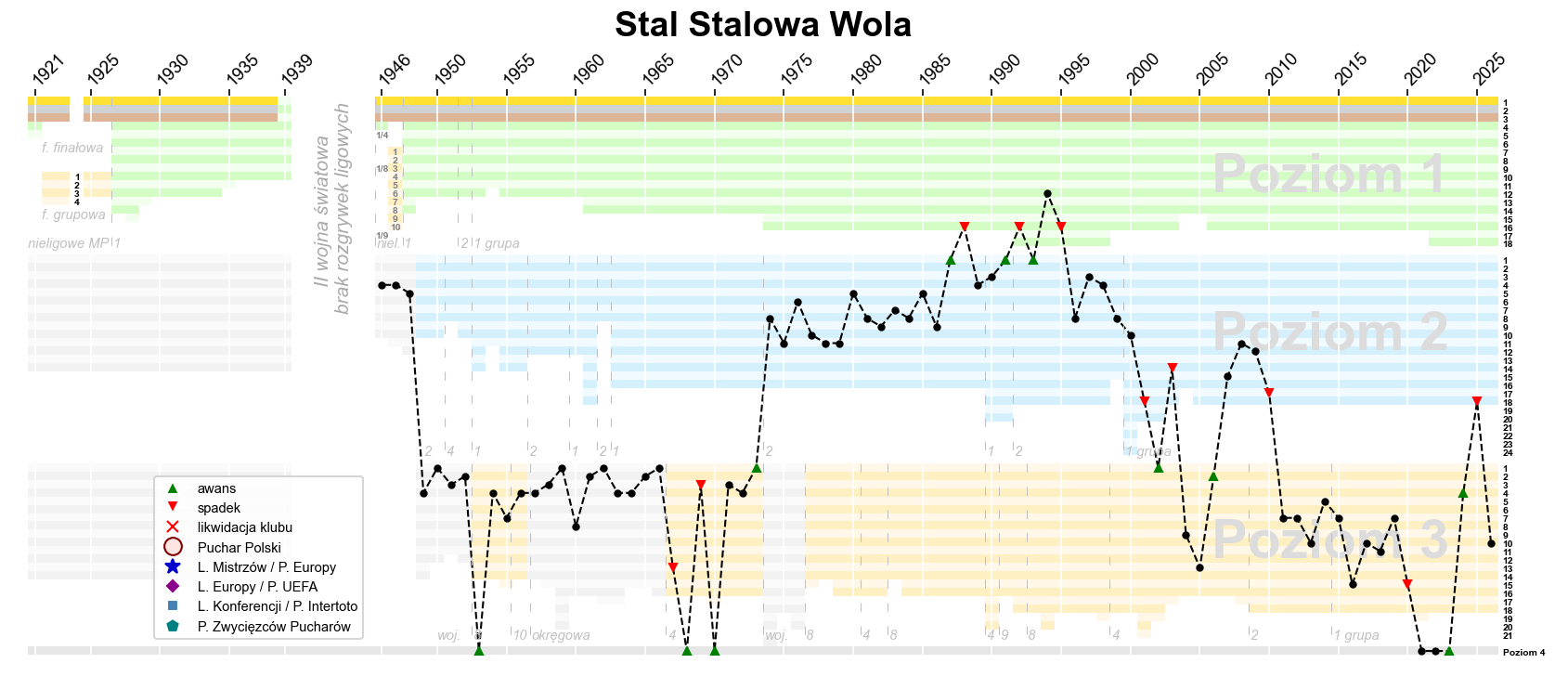
Historia występów Stali Stalowa Wola w rozgrywkach ligowych

Ostatnia aktualizacja po sezonie 2024/2025, na podstawie materiału źródłowego.
| Poziomy rozgrywkowe | Poziomy rozgrywkowe | Poziomy rozgrywkowe | Poziomy rozgrywkowe | Poziomy rozgrywkowe | Sezony, opis | Sezony, opis    | Sezony, opis | Sezony, opis | Sezony, opis | Sezony, opis | Sezony, opis                                                 | Sezony, opis                         |
| I                   | II                  | III                 | IV                  | V                   | Sezon        | Liga            | Poz.         | Pkt.         | Bramki       | Z/R/P        | Uwagi                                                        | Nazwa                                |
| ------------------- | ------------------- | ------------------- | ------------------- | ------------------- | ------------ | --------------- | ------------ | ------------ | ------------ | ------------ | ------------------------------------------------------------ | ------------------------------------ |
| L                   | A                   | B                   | C                   |                     | 1937/38      |                 |              |              |              |              | Powstanie klubu                                              |                                      |
| L                   | A                   | B                   | C                   |                     | 1938/39      |                 |              |              |              |              |                                                              |                                      |
|                     |                     |                     |                     |                     | 1940-1945    | 1940-1945       |              |              |              |              | Przerwa w rozgrywkach z powodu wojny                         | Przerwa w rozgrywkach z powodu wojny |
|                     |                     |                     |                     |                     | 1945         | El. do klasy A  | 4(6)         |              |              |              | Kwalifikacje do klasy A                                      | KS                                   |
| MP                  | A                   |                     |                     |                     | 1946         | Klasa A         | 4(4)         | 5            | 7:14         | 2/1/3        |                                                              | KS                                   |
| MP                  | A                   | B                   |                     |                     | 1947         | Klasa A         | 4(4)         | 2            | 4:30         | 1/0/5        |                                                              | KS                                   |
| MP                  | A                   | B                   |                     |                     | 1948         | Klasa A         | 5(5)         | b.d.         | b.d.         | b.d.         |                                                              | Huta                                 |
| 1                   | 2                   | A                   | B                   | C                   | 1948/49      | Klasa A         | 4(5)         | 6            | 20:31        | b.d.         |                                                              | Stal                                 |
| 1                   | 2                   | A                   | B                   | C                   | 1949/50      | Klasa A         | 1(6)         | 16           | 22:7         | 8/0/2        | Przegrane baraże o awans                                     | Stal                                 |
| 1                   | 2                   | A                   | B                   | C                   | (1950)       | (Klasa A)       | 2(8)         | 7            | 8:2          | 3/1/0        | Jedna runda                                                  | Stal                                 |
| 1                   | 2                   | 1KW                 | 2KW                 | 3KW                 | 1951         | I klasa woj.    | 3(8)         | 19           | 36:17        | 9/1/4        |                                                              | Stal                                 |
| 1                   | 2                   | 1KW                 | 2KW                 | 3KW                 | 1952         | I klasa woj.    | 2(6)         | 16           | 39:9         | 7/2/1        | Jedna runda/reorganizacja ligi po sezonie                    | Stal                                 |
| 1                   | 2                   | 3                   | A                   | B                   | 1953         | Klasa A         | 1(12)        | 39           | 95:10        | b.d.         | Wygrane baraże o III ligę                                    | Stal                                 |
| 1                   | 2                   | 3                   | A                   | B                   | 1954         | III liga gr.VII | 4(9)         | 19           | 35:13        | 8/3/5        |                                                              | Stal                                 |
| 1                   | 2                   | 3                   | A                   | B                   | 1955         | III liga gr.VII | 7(12)        | 20           | 41:41        | 8/4/10       |                                                              | Stal                                 |
| 1                   | 2                   | 3                   | A                   | B                   | 1956         | III liga gr.VII | 4(12)        | 24           | 32:36        | 9/6/7        |                                                              | Stal                                 |
| 1                   | 2                   | O                   | A                   | B                   | 1957         | Klasa okręgowa  | 4(12)        | 29           | 55:28        | 14/1/7       |                                                              | Stal                                 |
| 1                   | 2                   | O                   | A                   | B                   | 1958         | Klasa okręgowa  | 3(12)        | 26           | 44:28        | 9/8/5        |                                                              | Stal                                 |
| 1                   | 2                   | O                   | A                   | B                   | 1959         | Klasa okręgowa  | 1(12)        | 32           | 45:19        | b.d.         | Przegrane eliminacje do II ligi                              | Stal                                 |
| 1                   | 2                   | O                   | A                   | B                   | 1960         | Klasa okręgowa  | 8(12)        | 20           | 27:28        | 5/10/17      |                                                              | Stal                                 |
| 1                   | 2                   | O                   | A                   | B                   | 1960/61      | Klasa okręgowa  | 2(12)        | 32           | 54:29        | 13/4/5       | Dodatkowy mecz o 1. miejsce. Przegrane eliminacje do II ligi | Stal                                 |
| 1                   | 2                   | O                   | A                   | B                   | 1961/62      | Klasa okręgowa  | 1(12)        | 32           | 53:22        | 13/6/3       | Przegrane eliminacje do II ligi                              | Stal                                 |
| 1                   | 2                   | O                   | A                   | B                   | 1962/63      | Klasa okręgowa  | 4(12)        | 28           | 50:35        | 13/2/7       |                                                              | Stal                                 |
| 1                   | 2                   | O                   | A                   | B                   | 1963/64      | Klasa okręgowa  | 4(14)        | 40           | 57:41        | 14/2/10      |                                                              | Stal                                 |
| 1                   | 2                   | O                   | A                   | B                   | 1964/65      | Klasa okręgowa  | 2(14)        | 34           | 52:24        | 14/6/6       |                                                              | Stal                                 |
| 1                   | 2                   | O                   | A                   | B                   | 1965/66      | Klasa okręgowa  | 1(14)        | 43           | 63:17        | b.d.         | Przegrane eliminacje do II ligi                              | Stal                                 |
| 1                   | 2                   | 3                   | O                   | A                   | 1966/67      | III liga gr.II  | 13(16)       | 27           | 34:48        | b.d.         | Zejście                                                      | Stal                                 |
| 1                   | 2                   | 3                   | O                   | A                   | 1967/68      | Klasa okręgowa  | 1(13)        | 38           | 69:24        | b.d.         | Wejście                                                      | Stal                                 |
| 1                   | 2                   | 3                   | O                   | A                   | 1968/69      | III liga gr.II  | 3(16)        | 26           | 39:37        | b.d.         | Zejście                                                      | Stal                                 |
| 1                   | 2                   | 3                   | O                   | A                   | 1969/70      | Klasa okręgowa  | 1(16)        | 48           | 74:17        | 22/4/0       | Wejście                                                      | Stal                                 |
| 1                   | 2                   | 3                   | O                   | A                   | 1970/71      | III liga gr.II  | 3(16)        | 35           | 46:30        | 14/7/9       |                                                              | Stal                                 |
| 1                   | 2                   | 3                   | O                   | A                   | 1971/72      | III liga gr.II  | 4(16)        | 34           | 47:34        | b.d.         |                                                              | Stal                                 |
| 1                   | 2                   | 3                   | O                   | A                   | 1972/73      | III liga gr.II  | 1(16)        | 44           | 43:15        | b.d.         | Reorganizacja ligi po sezonie                                | Stal                                 |
| 1                   | 2                   | O                   | A                   | B                   | 1973/74      | II liga gr.płd. | 8(16)        | 29           | 34:30        | 9/11/10      |                                                              | Stal                                 |
| 1                   | 2                   | KW                  | KMP                 | KP                  | 1974/75      | II liga gr.płd. | 11(16)       | 27           | 29:26        | 10/7/13      |                                                              | Stal                                 |
| 1                   | 2                   | KW                  | KMP                 | KP                  | 1975/76      | II liga gr.płd. | 6(16)        | 31           | 30:28        | 10/11/9      |                                                              | Stal                                 |
| 1                   | 2                   | 3                   | A                   | B                   | 1976/77      | II liga gr.płd. | 10(16)       | 29           | 26:29        | 8/13/9       |                                                              | Stal                                 |
| 1                   | 2                   | 3                   | A                   | B                   | 1977/78      | II liga gr.płd. | 11(16)       | 28           | 29:34        | 8/12/10      |                                                              | Stal                                 |
| 1                   | 2                   | 3                   | A                   | B                   | 1978/79      | II liga gr.II   | 11(16)       | 30           | 29:29        | 12/6/12      |                                                              | Stal                                 |
| 1                   | 2                   | 3                   | A                   | B                   | 1979/80      | II liga gr.II   | 5(16)        | 33           | 28:32        | 12/9/9       |                                                              | Stal                                 |
| 1                   | 2                   | 3                   | O                   | A                   | 1980/81      | II liga gr.II   | 8(16)        | 30           | 35:32        | 11/8/11      |                                                              | Stal                                 |
| 1                   | 2                   | 3                   | O                   | A                   | 1981/82      | II liga gr.II   | 9(16)        | 31           | 45:35        | 11/8/11      |                                                              | Stal                                 |
| 1                   | 2                   | 3                   | O                   | A                   | 1982/83      | II liga gr.II   | 7(16)        | 30           | 32:35        | 11/8/11      |                                                              | Stal                                 |
| 1                   | 2                   | 3                   | O                   | A                   | 1983/84      | II liga gr.II   | 8(16)        | 30           | 26:26        | 11/8/11      |                                                              | Stal                                 |
| 1                   | 2                   | 3                   | O                   | A                   | 1984/85      | II liga gr.II   | 5(16)        | 31           | 25:16        | 8/15/7       |                                                              | Stal                                 |
| 1                   | 2                   | 3                   | O                   | A                   | 1985/86      | II liga gr.II   | 9(16)        | 28           | 33:33        | 11/6/13      |                                                              | Stal                                 |
| 1                   | 2                   | 3                   | O                   | A                   | 1986/87      | II liga gr.II   | 2(16)        | 40           | 45:27        | 133/12/51    | Wygrane baraże o I ligę                                      | Stal                                 |
| 1                   | 2                   | 3                   | O                   | A                   | 1987/88      | I liga          | 16(16)       | 46           | 31:56        | 6/9/15       | Zejście                                                      | Stal                                 |
| 1                   | 2                   | 3                   | O                   | A                   | 1988/89      | II liga gr.II   | 4(16)        | 38           | 32:18        | 151/7/8      | Reorganizacja II ligi                                        | Stal                                 |
| 1                   | 2                   | 3                   | O                   | A                   | 1989/90      | II liga         | 3(20)        | 51           | 43:20        | 172/15/6     |                                                              | Stal                                 |
| 1                   | 2                   | 3                   | O                   | A                   | 1990/91      | II liga         | 1(20)        | 49           | 45:24        | 18/13/7      | Wejście                                                      | Stal                                 |
| 1                   | 2                   | 3                   | O                   | A                   | 1991/92      | I liga          | 16(18)       | 28           | 23:33        | 8/12/14      | Zejście                                                      | Stal                                 |
| 1                   | 2                   | 3                   | O                   | A                   | 1992/93      | II liga wsch.   | 2(18)        | 44           | 46:29        | 14/16/4      | Wejście                                                      | Stal                                 |
| 1                   | 2                   | 3                   | O                   | A                   | 1993/94      | I liga          | 12(18)       | 30           | 25:37        | 8/14/12      |                                                              | Stal                                 |
| 1                   | 2                   | 3                   | O                   | A                   | 1994/95      | I liga          | 17(18)       | 29           | 34:37        | 10/9/15      | Zejście                                                      | Stal                                 |
| 1                   | 2                   | 3                   | O                   | A                   | 1995/96      | II liga wsch.   | 8(18)        | 47           | 58:37        | 11/14/9      |                                                              | Stal                                 |
| 1                   | 2                   | 3                   | 4                   | O                   | 1996/97      | II liga wsch.   | 3(18)        | 68           | 56:25        | 19/11/4      |                                                              | Stal                                 |
| 1                   | 2                   | 3                   | 4                   | O                   | 1997/98      | II liga wsch.   | 4(18)        | 56           | 54:41        | 17/5/12      |                                                              | Stal                                 |
| 1                   | 2                   | 3                   | 4                   | O                   | 1998/99      | II liga wsch.   | 8(15)        | 40           | 35:34        | 11/7/10      |                                                              | Stal                                 |
| 1                   | 2                   | 3                   | 4                   | O                   | 1999/00      | II liga         | 10(24)       | 66           | 53:65        | 18/12/16     |                                                              | Stal                                 |
| 1                   | 2                   | 3                   | 4                   | O                   | 2000/01      | II liga         | 18(20)       | 43           | 36:48        | 10/13/15     | Zejście                                                      | Stal                                 |
| 1                   | 2                   | 3                   | 4                   | O                   | 2001/02      | III liga gr.IV  | 1(18)        | 70           | 53:16        | 20/10/4      | Wejście                                                      | Stal                                 |
| 1                   | 2                   | 3                   | 4                   | O                   | 2002/03      | II liga         | 14(18)       | 38           | 30:46        | 9/11/14      | Zejście                                                      | Stal                                 |
| 1                   | 2                   | 3                   | 4                   | O                   | 2003/04      | III liga gr.IV  | 9(16)        | 38           | 29:35        | 10/8/12      |                                                              | Stal                                 |
| 1                   | 2                   | 3                   | 4                   | O                   | 2004/05      | III liga gr.IV  | 13(16)       | 31           | 26:35        | 7/10/13      |                                                              | Stal                                 |
| 1                   | 2                   | 3                   | 4                   | O                   | 2005/06      | III liga gr.IV  | 2(16)        | 62           | 36:16        | 18/8/4       | Wygrane baraże o awans                                       | Stal                                 |
| 1                   | 2                   | 3                   | 4                   | O                   | 2006/07      | II liga         | 15(18)       | 37           | 29:46        | 8/13/13      | Wygrane baraże o utrzymanie                                  | Stal                                 |
| 1                   | 2                   | 3                   | 4                   | O                   | 2007/08      | II liga         | 11(18)       | 40           | 30:48        | 11/7/16      | Reforma rozgrywek                                            | Stal                                 |
| E                   | 1                   | 2                   | 3                   | 4                   | 2008/09      | I liga          | 12(18)       | 43           | 33:34        | 11/10/13     |                                                              | Stal                                 |
| E                   | 1                   | 2                   | 3                   | 4                   | 2009/10      | I liga          | 17(18)       | 25           | 32:58        | 5/10/19      | Zejście                                                      | Stal                                 |
| E                   | 1                   | 2                   | 3                   | 4                   | 2010/11      | II liga wsch.   | 7(18)        | 50           | 32:25        | 13/11/10     |                                                              | Stal                                 |
| E                   | 1                   | 2                   | 3                   | 4                   | 2011/12      | II liga wsch.   | 7(18)        | 39           | 35:39        | 11/6/13      |                                                              | Stal                                 |
| E                   | 1                   | 2                   | 3                   | 4                   | 2012/13      | II liga wsch.   | 9(18)        | 48           | 28:33        | 12/9/13      |                                                              | Stal                                 |
| E                   | 1                   | 2                   | 3                   | 4                   | 2013/14      | II liga wsch.   | 5(18)        | 52           | 43:33        | 14/10/10     | Reorganizacja II ligi                                        | Stal                                 |
| E                   | 1                   | 2                   | 3                   | 4                   | 2014/15      | II liga         | 7(18)        | 54           | 54:41        | 15/9/10      |                                                              | Stal                                 |
| E                   | 1                   | 2                   | 3                   | 4                   | 2015/16      | II liga         | 15(18)       | 37           | 36:48        | 9/10/15      | [ o ]                                                        | Stal                                 |
| E                   | 1                   | 2                   | 3                   | 4                   | 2016/17      | II liga         | 10(18)       | 42           | 41:49        | 10/12/12     |                                                              | Stal                                 |
| E                   | 1                   | 2                   | 3                   | 4                   | 2017/18      | II liga         | 11(18)       | 44           | 44:39        | 11/11/12     |                                                              | Stal                                 |
| E                   | 1                   | 2                   | 3                   | 4                   | 2018/19      | II liga         | 7(18)        | 51           | 47:45        | 15/6/13      |                                                              | Stal                                 |
| E                   | 1                   | 2                   | 3                   | 4                   | 2019/20      | II liga         | 15(18)       | 46           | 45:49        | 13/7/14      | Zejście                                                      | Stal                                 |
| E                   | 1                   | 2                   | 3                   | 4                   | 2020/21      | III liga        | 4(21)        | 73           | 77:44        | 22/7/11      |                                                              | Stal                                 |
| E                   | 1                   | 2                   | 3                   | 4                   | 2021/22      | III liga        | 7(18)        | 51           | 48:38        | 15/6/13      |                                                              | Stal                                 |
| E                   | 1                   | 2                   | 3                   | 4                   | 2022/23      | III liga        | 1(18)        | 74           | 72:27        | 23/5/6       | Wejście                                                      | Stal                                 |
| E                   | 1                   | 2                   | 3                   | 4                   | 2023/24      | II liga         | 4(18)        | 54           | 44:38        | 15/9/10      | Wygrane baraże o awans                                       | Stal                                 |
| E                   | 1                   | 2                   | 3                   | 4                   | 2024/25      | I liga          | 18(18)       | 23           | 27:65        | 4/11/19      |                                                              | Stal                                 |

## Szkoleniowcy
Opracowano na podst. materiału źródłowego.
| Szkoleniowiec          | O      | od      | do      |
| ---------------------- | ------ | ------- | ------- |
| Jerzy Kopa             | Polska | 07.1972 | 06.1975 |
| Włodzimierz Gąsior     | Polska | 01.1993 | 08.1993 |
| Grzegorz Wesołowski    | Polska | 07.2000 | 06.2001 |
| Czesław Palik          | Polska | 07.2002 | 06.2003 |
| Sławomir Adamus        | Polska | 06.2003 | 09.2003 |
| Czesław Palik          | Polska | 01.2004 | 05.2004 |
| Sławomir Adamus        | Polska | 07.2004 | 03.2007 |
| Albin Mikulski         | Polska | 03.2007 | 09.2007 |
| Władysław Lach         | Polska | 09.2007 | 06.2009 |
| Przemysław Cecherz     | Polska | 06.2009 | 09.2009 |
| Janusz Białek          | Polska | 09.2009 | 07.2010 |
| Sławomir Adamus        | Polska | 07.2010 | 11.2011 |
| Mirosław Kalita        | Polska | 12.2011 | 04.2013 |
| Paweł Wtorek           | Polska | 04.2013 | 06.2014 |
| Jaromir Wieprzęć       | Polska | 06.2014 | 01.2016 |
| Andrzej Kasiak         | Polska | 01.2016 | 04.2016 |
| Ryszard Kuźma          | Polska | 04.2016 | 06.2016 |
| Rafał Wójcik           | Polska | 07.2016 | 04.2017 |
| Janusz Białek          | Polska | 04.2017 | 11.2017 |
| Krzysztof Łętocha      | Polska | 11.2017 | 07.2018 |
| Jaromir Wieprzęć       | Polska | 07.2018 | 07.2018 |
| Krzysztof Łętocha      | Polska | 07.2018 | 09.2018 |
| Wojciech Fabianowski   | Polska | 09.2018 | 06.2019 |
| Paweł Wtorek           | Polska | 07.2019 | 08.2019 |
| Czesław Palik          | Polska | 08.2019 | 08.2019 |
| Szymon Szydełko        | Polska | 08.2019 | 10.2020 |
| Jaromir Wieprzęć       | Polska | 11.2020 | 04.2021 |
| Damian Skakuj          | Polska | 04.2021 | 06.2021 |
| Roland Thomas          | Polska | 07.2021 | 09.2021 |
| Łukasz Bereta          | Polska | 09.2021 | 03.2022 |
| Maciej Gadowski        | Polska | 03.2022 | 03.2022 |
| Łukasz Surma           | Polska | 03.2022 | 03.2023 |
| Ireneusz Pietrzykowski | Polska | 03.2023 | 02.2025 |
| Maciej Jarosz          | Polska | 02.2025 |         |

## Piłkarze

### Zawodnicy w przeszłości
Młodzieżowymi lub seniorskimi reprezentantami swoich krajów z przeszłością w Stali Stalowa Wola byli: Waldemar Adamczyk (Polska), Józef Dankowski (Polska), Mohamed Essam (Egipt), Ivan Hladík (Słowacja), Michał Janicki (Polska), Danko Kovačević (Czarnogóra), Kamil Wojtkowski (Polska), Préjuce Nakoulma (Burkina Faso), Damian Oko (Polska), Rudolf Patkoló (Polska i Węgry), Piotr Piechniak (Polska), Dawid Pietrzkiewicz (Polska), Kacper Śpiewak (Polska), Sebastian Strózik (Polska), Sebastian Zalepa (Polska) i Patryk Zaucha (Polska).

### Skład w sezonie 2024/2025
Stan na 18 lipca 2024
| Nr | Poz. | Piłkarz           |
| -- | ---- | ----------------- |
| 33 | BR   | Mikołaj Smyłek    |
|    | BR   | Dominik Stanny    |
|    | BR   | Adam Wilk         |
| 12 | BR   | Tomasz Zieliński  |
|    | OB   | Dominik Jończy    |
| 4  | OB   | Łukasz Furtak     |
| 22 | OB   | Jakub Banach      |
| 55 | OB   | Damian Oko        |
|    | OB   | Bartosz Pikuła    |
|    | OB   | Borys Freilich    |
| 87 | OB   | Jakub Kowalski    |
| 8  | PO   | Łukasz Soszyński  |
|    | PO   | Krystian Tofilski |
| 7  | PO   | Oskar Bystrek     |
| 9  | PO   | Igor Fedejko      |

| Nr | Poz. | Piłkarz             |
| -- | ---- | ------------------- |
| 15 | PO   | Miłosz Rębisz       |
| 20 | PO   | Bartosz Pioterczak  |
| 21 | PO   | Michał Mydlarz      |
| 7  | PO   | Dominik Kościelniak |
| 26 | PO   | Patryk Zaucha       |
|    | PO   | Kamil Wojtkowski    |
| 10 | PO   | Adam Imiela         |
|    | PO   | Arkadiy Filipchuk   |
|    | NA   | Jakub Górski        |
|    | NA   | Jakub Švec          |
|    | NA   | Krystian Lelek      |
|    | NA   | Cyprian Pchełka     |
| 77 | NA   | Kacper Chełmecki    |
|    | NA   | Sebastian Strózik   |
|    | NA   | Dawid Łącki         |

## Sztab szkoleniowy
Stan na 24 marca 2023.
- Trener: Ireneusz Pietrzykowski

## Zarząd klubu
Stan na 6 stycznia 2025.
- Prezes zarządu: Marcin Łopatka
- Rada nadzorcza: Radosław Sagatowski, Wojciech Chodorek, Dominik Tyrawa

## Derby
W Stalowej Woli jest jeszcze drużyna PKS San Rozwadów. Gra ona na pograniczu A klasy i B klasy, w związku z czym nie mierzy się ze Stalą Stalowa Wola w meczach derbowych.

### Derby z Siarką Tarnobrzeg
Derby Stali Stalowa Wola z Siarką Tarnobrzeg, w przeszłości określane derby województwa tarnobrzeskiego względnie derby tarnobrzeskie, a obecnie jako derby północnego Podkarpacia bądź wielkie derby Podkarpacia. W jednym sezonie oba zespoły spotkały się w najwyższej klasie rozgrywkowej tj. w edycji I ligi 1993/1994.
| Bilans gier |                  |        |                   |
| Mecze       | Zwycięstwa Stali | Remisy | Zwycięstwa Siarki |
| 46          | 18               | 16     | 12                |

### Derby Wschodu
Jako swoiste derby wschodu traktowane są przez kibiców także mecze Stali Stalowa Wola z Motorem Lublin. Pierwsze spotkanie tych drużyn odbyło się w 1988 roku, a dotychczas (stan na 27 września 2014) oba zespoły grały ze sobą dwadzieścia osiem razy.
| Bilans gier |                  |        |                   |
| Mecze       | Zwycięstwa Stali | Remisy | Zwycięstwa Motoru |
| 28          | 13               | 7      | 8                 |

### Hutnicze derby
Mecze Stali z drużyną KSZO Ostrowiec Świętokrzyski również noszą miano derbów. Ma to związek ze względnie bliskim położeniem obu miast, podobną wielkością (Stalowa Wola liczy 63 692, a Ostrowiec Świętokrzyski 72 227 mieszkańców) i hutnictwem, od którego derby wzięły swoją nazwę, a które jest podstawową gałęzią przemysłu obu miast. Również obie drużyny swoje korzenie wywodzą z hutnictwa, będąc potocznie nazywanymi hutniczymi klubami.
| Bilans gier |                  |        |                 |
| Mecze       | Zwycięstwa Stali | Remisy | Zwycięstwa KSZO |
| 16          | 6                | 5      | 5               |

## Klub w popkulturze
Klub „Stalówka Wola” z filmu Piłkarski poker jest wzorowany na drużynie Stali Stalowa Wola.